# المؤتمر الدولي حول هوليود (إيران)
المؤتمر الدولي حول هوليود ، الذي يُعرف أحيانًا باسم مؤتمر هوليود والسينما ، هو مؤتمر عُقد في عدة مناسبات في أوائل عام 2010 ونظمته حكومة إيران. من خلال وصفه الخاص، فإنه «يستضيف المخرجين والباحثين والناشطين من جميع أنحاء العالم لمناقشة الجوانب المختلفة للسينما العالمية من حيث علاقتها بالمُثُل الإنسانية من ناحية وواقع هوليود من ناحية أخرى.» على وجه الخصوص، ساهم المؤتمر في انتقاد صور صناعة الأفلام في الولايات المتحدة عن الإسلام وإيران. أقيم في طهران في فبراير من كل عام، بالتزامن مع وداخل مهرجان الفجر السينمائي الدولي.
ضم المشاركون في المؤتمرات محللين إيرانيين  بالإضافة إلى معلقين أجانب من مختلف الأنواع.   على سبيل المثال، حضرت مونيكا ويت في الطبعات 2012 و 2013 للمؤتمر. وجه المؤتمر دعوة للأوراق ووعد بجوائز مالية لأهم المقالات المختارة. حصل الضيوف على نسخ تصل إلى عشرين فيلما لمشاهدتها كجزء من حضورهم. قام المنظمون في بعض الأحيان بتمويل مصاريف سفر القادمين من الخارج.

## التاريخ

### مؤتمرات 2011 و 2012
كان المؤتمر الافتتاحي حلقة دراسية لمدة يومين عقدت في عام 2011. غطت موضوعات مثل «الإرهاب وهوليوود» و «هوليوود والشيطانية».
حضر مؤتمر 2012 48 ضيفًا عالميًا شاركوا في النقاش حول «هوليود والمحرقة» و «فلسطين على خط النار» و «الداروينية والليبرالية».  افتتح الرئيس الإيراني محمود أحمدي نجاد المؤتمر، وتكريم الممثل والحضور شون ستون، وهو مسلم اعتنق مؤخرا وابن المخرج أوليفر ستون. من بين الحاضرين الآخرين وبستر تاربلي، وهو مناصر نظرية المؤامرة الأمريكية. ذكرت صحيفة طهران تايمز أن العديد من المتحدثين تطرقوا إلى «تأثير النظام الصهيوني المزعوم على هوليود».

### مؤتمر 2013
تضمنت نسخة عام 2013 من المؤتمر حوالي 130 أجنبياً أحضرتهم الحكومة إلى طهران  لمدة أربعة أيام من الجلسات  مع 1000 مشارك متوقع.  حامد غشغافي  كان أمين الشؤون الدولية للمؤتمر. اتصل بشخصيات مثل ديودوني مبالا مبالا وكينيث أوكيف ومحمد العاصي ودعاه؛ الإمام عبد العليم موسى، ميرلين ميلر، منكري المحرقة مارك ويبر. جيم فيتزر وكيفن باريت، بول إريك بلانرو، منظري مؤامرة 11/9 روبرتو كوجليا، آرت أوليفييه وتيريس ميسان، ف. ويليام إنغداهل، ويليام رودريغيز، ويليام رودريجيز، وإيزابيل كوتانت-بير، زوجة كارلوس ذا جاكال.
تم عقد المؤتمر في فندق أزادي الفارسي.  افتتحها جواد شمقدري، مدير منظمة إيران للسينما  ونائب الوزير الثقافي لشؤون السينما. حضر وزير الثقافة الإيراني محمد حسيني.
أولت المناقشة في المؤتمر اهتمامًا خاصًا للآثار على الرأي العام الأمريكي لفيلم Argo الأمريكي عام 2012، وهو فيلم خيالي سردًا عن جوانب أزمة الرهائن في إيران 1979-1981 والتي تم ترشيحها للعديد من جوائز الأوسكار.  كما تم عرض الفيلم ومناقشته عام 2010 وهو فيلم " لا يمكن تصوره " وفيلم "القدس العد التنازلي" لعام 2011"، من بين أمور أخرى.  في حين أن العديد من الحاضرين احتفظوا بفكرة أن الأفلام الأمريكية عملت على الترويج لأجندة سرية أطلقوا عليها "هوليود"، إلا أنها غالبًا ما كانت تختلف في أساليبها.
وكان من بين الحاضرين في عام 2013 السناتور الأمريكي السابق والمرشح الرئاسي مايك غرافيل، الذي كان سابقًا متكررًا في مقابلة مع برس تي في الإيرانية التي ترعاها الدولة.  قال غرافيل إن صناعة السينما الأمريكية قد دمرت دماغ الجمهور الأمريكي فيما يتعلق بما يجب التفكير فيه بشأن إيران.  وقال أيضًا إن المؤتمر أظهر «عناصر مختلفة من التطرف»، والتي كانت بعض مواقفها ضد إسرائيل والصهيونية «خارج المخططات». وكان من الحضور الآخر الإستراتيجي السياسي الإيراني حسن عباسي، المعروف بنظريات المؤامرة الصهيونية التي تشمل شخصيات الرسوم المتحركة توم وجيري والذي قال عن مشاهدة الأفلام الأمريكية، «الصور التي تراها تلوث خيالاتك الجنسية». وقال مايكل جونز، رئيس تحرير مجلة مسيحية أمريكية محافظة، إنه معجب بكيفية قيام الدولة المضيفة بتدليل ثقافتهم: «كان هناك سبب يحرق الإيرانيون دور السينما فيه خلال الثورة». وقال عبد العليم موسى إن الشعوب الإسلامية تتعرض لـ «غزو ثقافي» للفيلم الغربي.

## روابط خارجية
- موقع المؤتمر (غير نشط)